# Legião romana

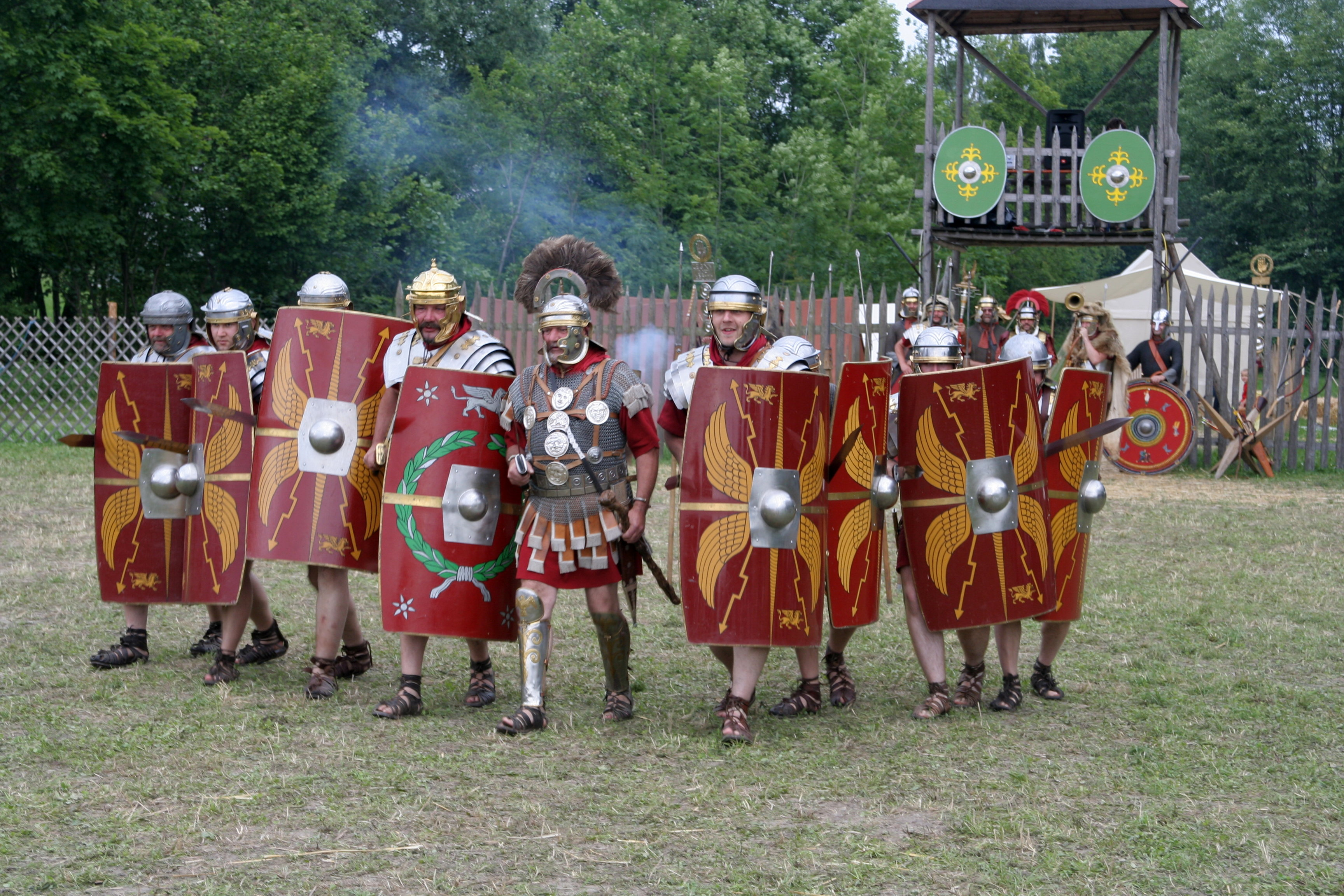
Dramatização de uma legião romana.

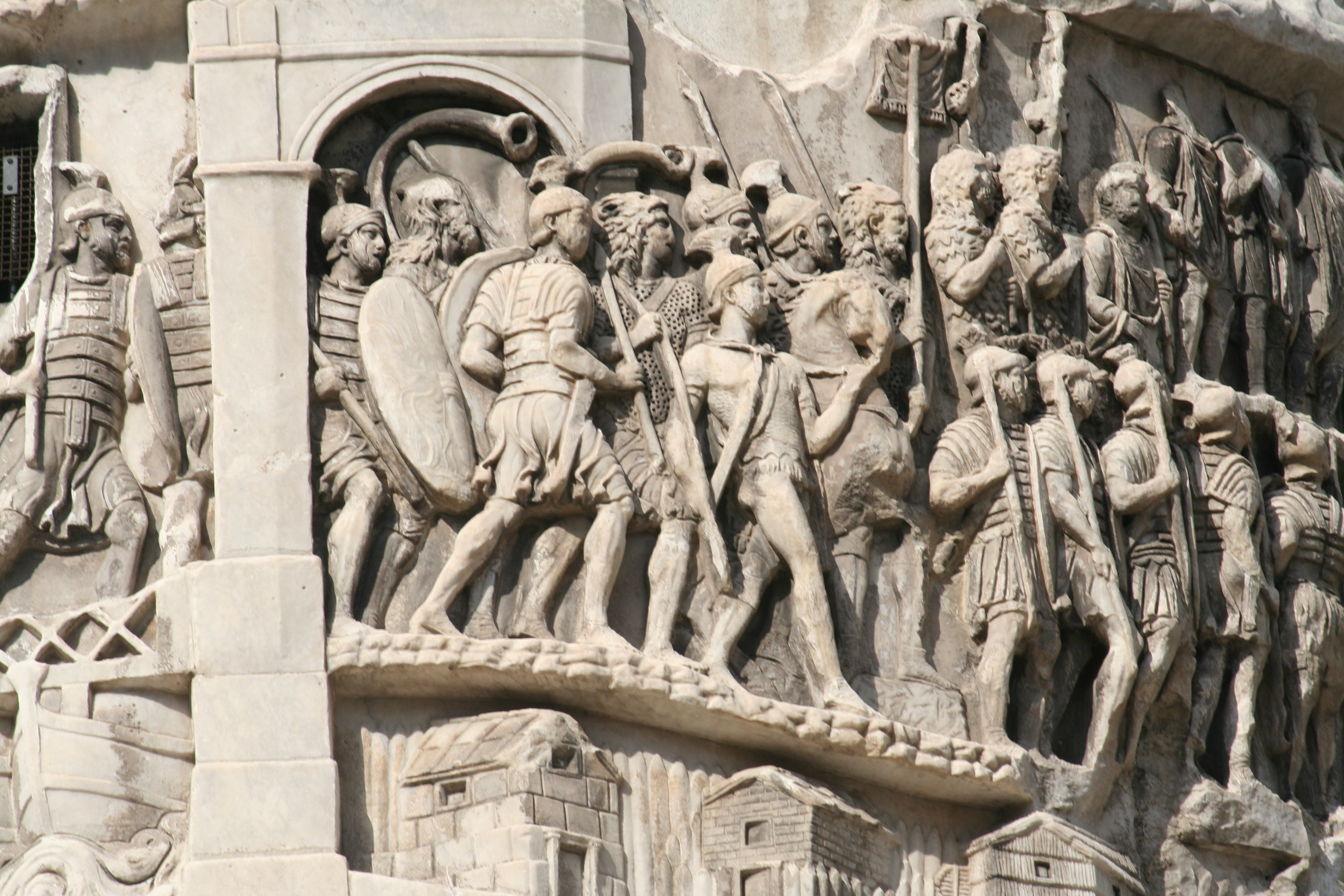
Soldados romanos representados na Coluna de Trajano. Sua armadura é a Lorica segmentata, comum aos legionários de Roma durante o período imperial. Na república, a lorica hamata era a mais comum.

As legiões (do Latim legio) eram as maiores unidades militares romanas, contando com mais de 3 000 homens (os legionários) em suas fileiras no início da Era Republicana, chegando posteriormente a ter mais de 5 200 soldados no período do Império, consistido de centúrias como a unidade básica. Até meados do primeiro século da Era Cristã, uma legião era formada pelo somatório de dez coortes (com 500 homens em cada, totalizando 5 000 em armas). Mais tarde, foi mudada para nove coortes de tamanho padrão (com 6 centúrias de 80 homens cada) e uma coorte com o dobro do tamanho (cinco centúrias também maiores, com 160 legionários cada).
Durante o período imperial, as legiões eram formadas pela infantaria pesada de elite do exército romano, recrutada exclusivamente entre cidadãos romanos, enquanto o resto do exército era formado pelos chamados auxiliares (que em sua maioria eram não romanos), que forneciam infantaria extra, arqueiros e boa parte da cavalaria. Na segunda metade da Era Imperial, a maior parte do exército romano passou a ser formado por auxiliares.

## Raiz dos exércitos modernos

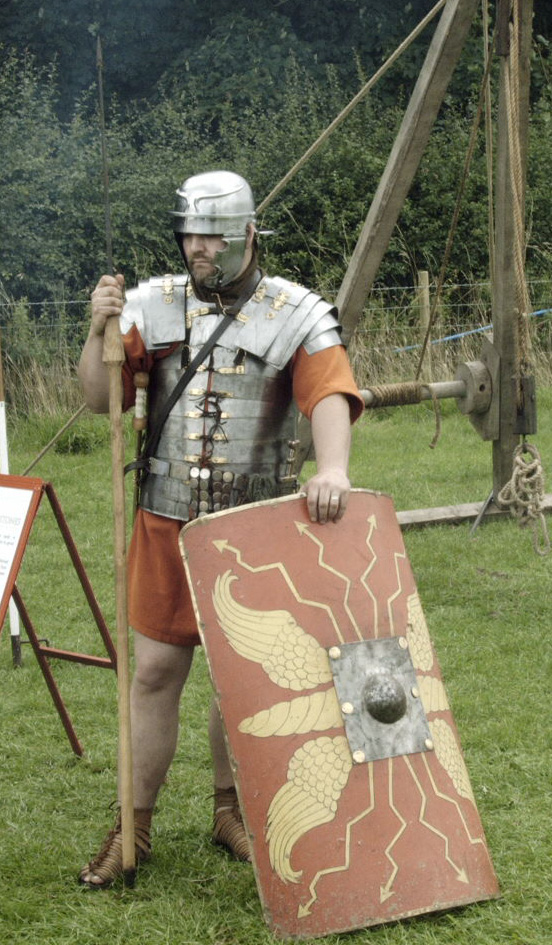
Um ator vestindo a lorica segmentata, uma armadura comum dos soldados romanos no período imperial.

Durante a República e certos períodos do Império Romano, não havia um exército romano propriamente dito. Cada general, ou alto magistrado, possuía uma ou mais legiões que lhe eram fiéis e obedeciam antes as suas ordens que as de um comandante geral. Durante a República, cada cônsul era responsável por suas próprias legiões, devendo também comandá-las.
As legiões romanas venceram gregos, cartagineses, gauleses, bretões, sírios, egípcios, lusitanos e hispânicos. Sua força ocupou dez mil quilômetros de fronteiras e saiu da Europa rumo à África e ao Oriente Médio: eram os grupos de guerreiros que formavam o exército do império. Em seu auge, século I, organizadas para realizar manobras bastante difíceis, cada legião tinha até seis mil homens distribuídos em três grandes grupos: as coortes, os manípulos e as centúrias. Suas duas maiores lições são copiadas, até hoje, pelos exércitos do mundo todo: disciplina e estratégia.
Dos cinco mil homens (em média) em uma legião, cerca de 300 eram provenientes de cidades ou estados vassalos, e faziam o papel de auxiliares de infantaria ou cavalaria.
O componente principal da legião era a infantaria pesada, formada por soldados que lutavam a pé, armados com pilo e gládio, protegidos por uma armadura segmentada, um escudo retangular convexo e um capacete, sendo que o mais utilizado no período foi o modelo imperial gálico. A infantaria era organizada em forma de xadrez, com as tropas intercaladas. Na primeira linha de combate ficavam os guerreiros mais jovens, chamados de hastados. Homens mais resistentes, chamados príncipes, formavam a segunda linha de combate e entravam em ação quando os hastados falhavam. Na terceira linha, os soldados mais experientes entravam na briga nos momentos decisivos. Faziam, ainda, parte da infantaria, as bandeiras coloridas que, no meio do caos(da guerra), mostravam onde estava cada um dos grupos de soldados. Uma legião era dividida em centúrias (divisões com 80 a 100 legionários), comandada pelos centuriões. Também essas eram, eventualmente, divididas em grupamentos de dez.
Cinco a oito centúrias formavam a coorte, geralmente comandada por um tribuno; seis a oito coortes em média formavam uma legião.

## Origem das legiões
As legiões tiveram origem quando Roma era ainda uma cidade modesta, que enfrentava constantes conflitos com povos vizinhos, como etruscos, samnitas, vênetos e outros. Começaram com um dever patriótico, pelo qual todo romano livre, do sexo masculino e maior de idade tinha o dever de pegar em armas, quando necessário, para defender a cidade. Passado o perigo, o exército dispersava-se e cada um voltava às suas atividades normais. Mais tarde, com a expansão territorial que viria a dar origem ao Império Romano, surgiu a necessidade de um exército profissional, que estivesse disponível permanentemente e pudesse ser enviado para onde fosse necessário. Daí em diante, as legiões passaram a ter caráter voluntário. Em geral não havia falta de interessados, já que o soldo de um legionário era consideravelmente superior ao salário dos trabalhadores comuns, além de (salvo exceções) ser pago com regularidade. Inicialmente só cidadãos romanos podiam ingressar nas legiões, o que não significa que exclusivamente italianos as integrassem: filhos de cidadãos romanos nascidos nas províncias, muitas vezes de mães nativas, eram igualmente cidadãos.

## Os legionários
O exército romano, para melhorar os pontos fracos da cavalaria, alistava soldados dos povos dominados. Quem lutasse na legião e saísse vivo, ganharia a cidadania romana. Para lutar, os legionários usavam uma lança, uma espada curta e um pequeno punhal. Para se defender, uma armadura e um escudo gigantesco.
Não havia uma idade determinada para alistar-se, mas a maioria dos candidatos a legionários sentava praça logo ao atingir a maioridade, o que, entre os romanos, acontecia aos 17 anos. Embora tenha havido variações ao longo do tempo, durante a maior parte da história das legiões o tempo de serviço regulamentar era de vinte anos. Ao dar baixa, o legionário fazia jus a uma recompensa em dinheiro equivalente a um ano de soldo, por vezes com um bônus para os que concordassem em fixar residência na província onde houvessem servido por último. Com isso, o ex-soldado podia comprar um pedaço de terra ou abrir um negócio. Legionários reformados morando nas províncias tornavam-se, assim, fazendeiros, comerciantes ou artesãos, geralmente casavam-se com mulheres locais, e era muito provável que seus filhos viessem futuramente a se tornar também legionários. Dessa forma, as legiões, além de sua importância militar, também se constituíram num poderoso elemento de difusão da cultura romana.

## Evolução da legião

### O  exército  no período monárquico

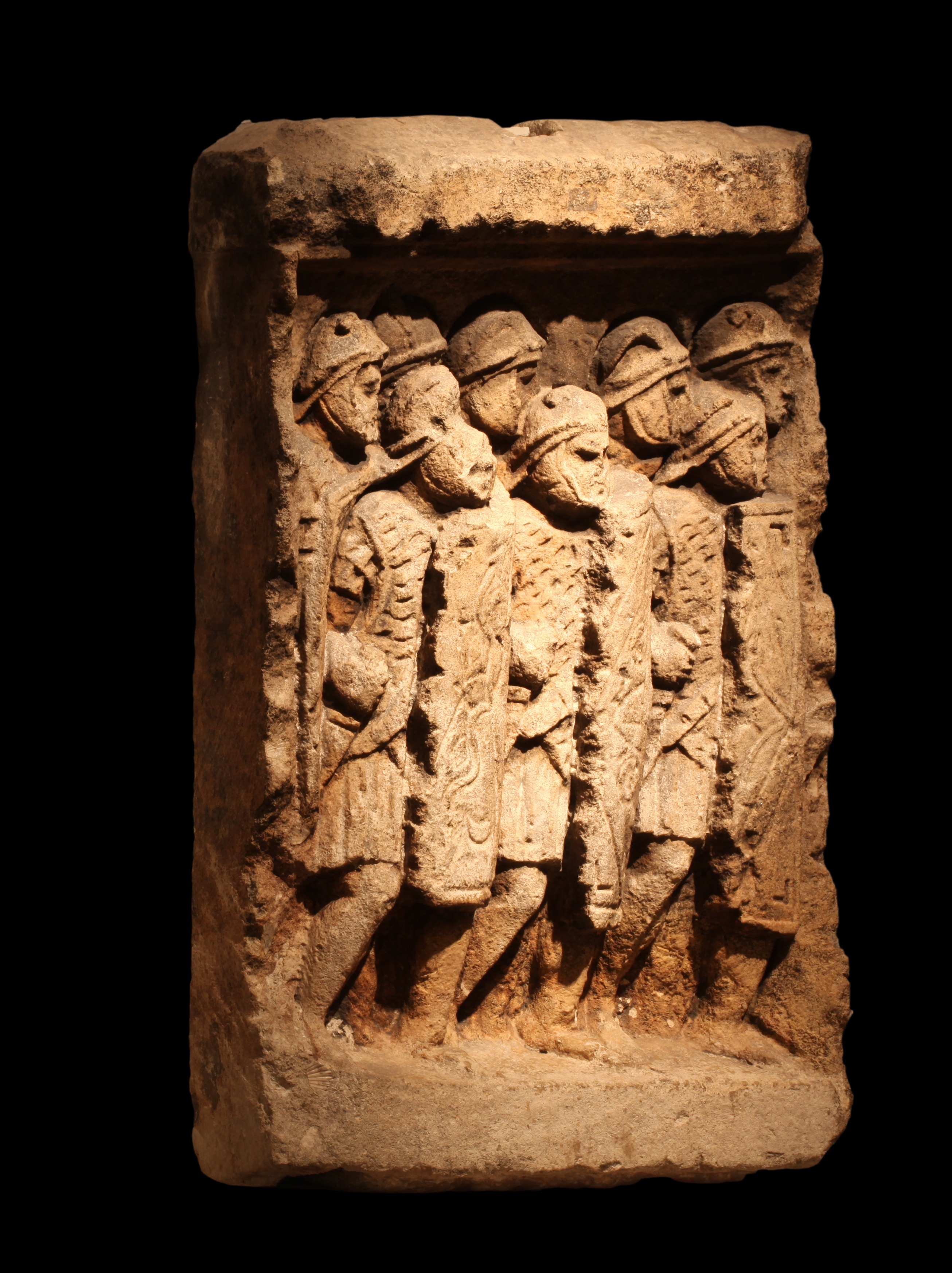
Representação de legionários romanos do tempo imperial, encontrado na cidade histórica de Glanum, no sul da França.

Legião  era a palavra que, nos primeiros tempos, designava o exército inteiro. O antigo romano era civis e miles: cidadão e soldado. O exército era organizado especialmente para a defesa do Estado. Estava formado pelo conjunto de cidadãos: era, antes, uma guarda nacional composta de pequenos proprietários.
Segundo a tradição, até Sérvio Túlio, os efetivos do exército abrangiam três mil infantes (milles) comandados por três tribuni mílitum e trezentos cavaleiros (céleres) comandados por um tribunas celerum. A constituição atribuída ao supracitado soberano deu uma nova organização militar a Roma. Os cidadãos, divididos de acordo com seus haveres, formavam a cavalaria e a infantaria. A primeira era constituída pelos mais ricos: mil e oitocentos homens integravam as dezoito centuriae equitum (centúrias de cavaleiros). Os cidadãos pertencentes às cinco classes seguintes serviam à infantaria na seguinte ordem: duas legiões de juniores (cidadãos de 17 a 45 anos) formavam o exército ativo, as tropas de choque; duas legiões de seniores (cidadãos de 46 a 66 anos) integravam as tropas de reserva e de defesa territorial.
O armamento de bronze ou de ferro variava de acordo com a classificação do cidadão. Nos primeiros tempos, a infantaria atacava sem ordem definida de batalha, sendo frequentes os combates singulares. Ao depois, foi adotada a disposição da falange na ordem de combate.

### O exército no período republicano

#### Reforma de Camilo
Atribui-se a Marco Fúrio Camilo uma nova reforma na constituição do exército romano. Vejamos, brevemente, as inovações introduzidas.
a) O exército se compunha de legiões articuladas em manipules e centúrias. Cada legião abrangia trinta manipules e cada manipulo duas centúrias. O manipulo era a unidade tática: um quadrado de oito a doze homens de frente e de profundidade. Cada linha de batalha abrangia 10 manípulos dispostos em quincunce (quincunx): aos claros de uma linha correspondem os manípulos da seguinte.
b) Os legionários propriamente ditos formavam a infantaria pesada e se distribuíam em três filas segundo a idade:
- hastados, os mais moços, à frente;
- príncipes, os homens de idade madura, na segunda fila;
- triários ou pilanos, os mais velhos, na terceira fila.

“Esses nomes devem ter sido tomados de alguma organização anterior, pois, na legião posterior a Camilo, os hastados não têm hasta (isto é, lança); os príncipes não se acham na frente, como indica o nome, e os pilanos não têm pilo (dardo). Pelo contrário, os hastados e os príncipes, também chamados antipilanos (antepilani), usavam pilo, ao passo que os triários eram armados de hasta. O gládio, ou espada curta, de origem hispânica, só foi introduzido no exército romano após a Segunda Guerra Púnica”.
c) A infantaria ligeira (vélites) compreendia os cidadãos pobres que faziam parte da antiga quinta classe. Os vélites se distribuíam, de acordo com a necessidade, pelas três filas da infantaria pesada.
d) A cada legião acrescentava-se um corpo de cavalaria dividido em dez esquadrões (turmas) de três decúrias (decuriae), num total de trezentos homens.
O exército romano era completado pelas tropas aliadas (sócios) e pelas tropas auxiliares (auxilia), formadas de mercenários bárbaros, tais como os arqueiros (sagitários; sagittarii) cretenses e os fundibulários (íunditores) das Ilhas Baleares.

#### Reforma de Mário

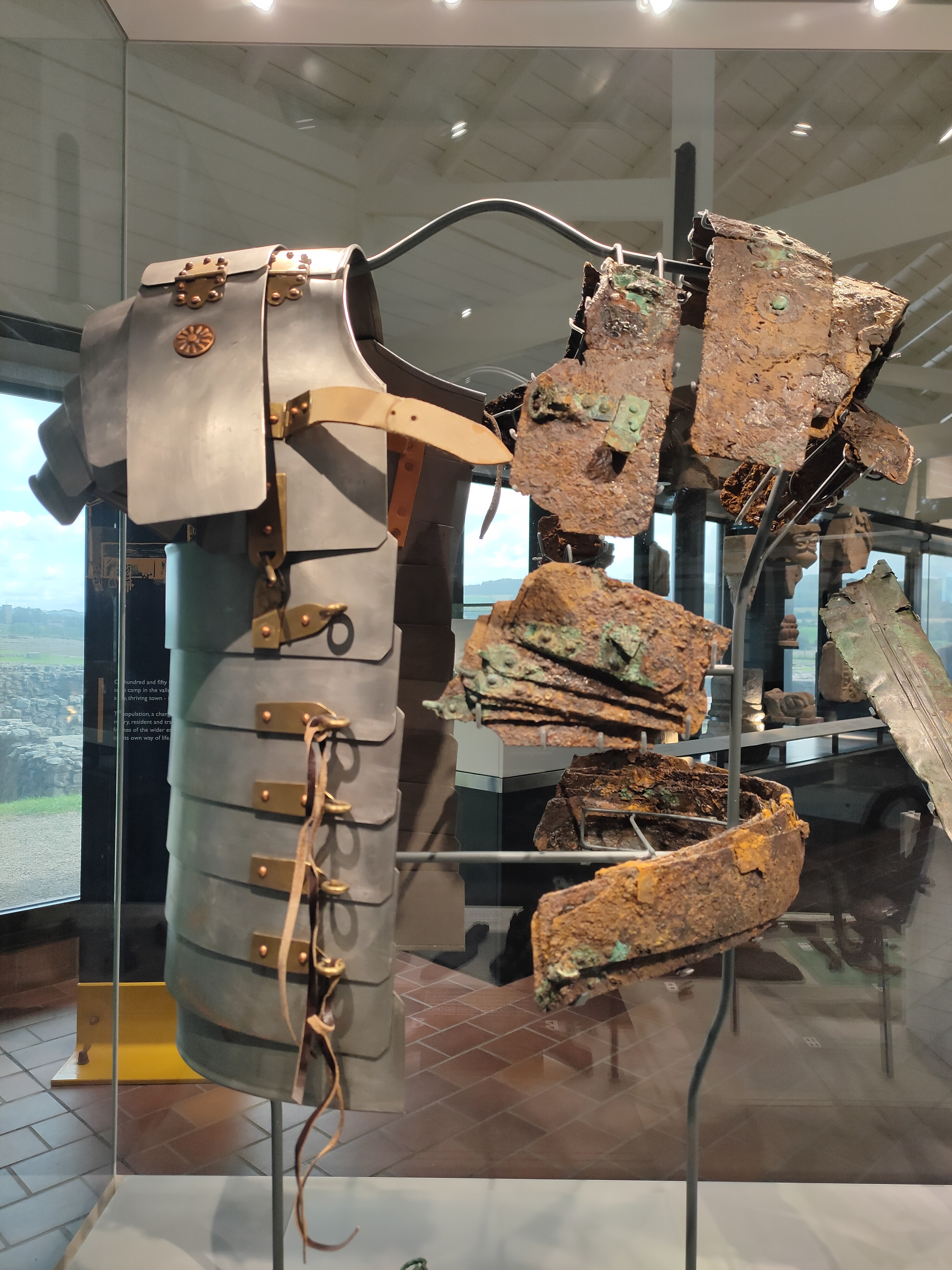
Recriação de lorica segmentata ao lado de um dos poucos restos reais de uma armadura preservada dos tempos romanos, de Corbridge Hoard.

Caio Mário introduziu uma reforma revolucionária no exército romano quando, em vez de fazer o recrutamento na ordem das classes censitárias, aceitou simplesmente o ingresso de  linha de frente contínua com cinco fileiras de profundidade, todos os cidadãos. Permitiu, assim, pela primeira vez, a incorporação dos proletários nas legiões. Desde então, foi surpresa a diferença entre hastados, príncipes e triários e o armamento foi uniformizado. Os vélites foram extintos e, em seu lugar, ficaram os contingentes dos soberanos vassalos ou de povos submetidos.
O manípulo foi substituído como unidade tática pela coorte (cohors), formada por dois manípulos (Júlio César elevou esse número para três). Uma legião passou a ter, então, dez coortes: cada corte continha dois (ou três) manípulos; cada manipulo era integrado por duas centúrias. A legião assim organizada tornou-se o grande instrumento de vitória, não só no último século da República mas durante grande parte do Império. "A força, divisão e armamento da legião mal variaram durante toda a época imperial até Diocleciano".
Observe-se que no século I, a antiga cavalaria legionária foi cedendo lugar à cavalaria fornecida por forças auxiliares como, por exemplo, os cavaleiros númidas, iberos, germanos ou trácios. "De sorte que já César teve necessidade de dar à sua fiel Legião Décima os cavalos dos povos tributários para poder apresentar-se, durante seu encontro com Ariovisto, protegido e escoltado pela cavalaria romana. Nos primeiros tempos da época imperial voltou-se a introduzir a arma da cavalaria nas legiões, agregando-se a cada uma delas cento e vinte cavaleiros".
Antes das reformas de Mário, o exército era formado por pequenos proprietários de terra suficientemente prósperos para custear suas próprias armas e armaduras. De plena posse de seus direitos políticos, estes soldados geralmente voltavam às suas terras no final da temporada de campanhas (primavera-verão) para dedicar-se ao cultivo e criação. Com a expansão do território da república, as campanhas foram se tornando mais longas e as terras italianas foram ficando cada vez mais distantes e era comum que o legionário voltasse para casa apenas para encontrar sua propriedade arruinada e sua família endividada. Além disto, não era mais possível competir com os latifúndios dos patrícios, que usavam a mão de obra barata de milhares de escravos que chegavam em abundância dos territórios conquistados. O modelo militar romano foi vítima de seu próprio sucesso. Obrigados a vender suas terras, os veteranos vagavam pelas ruas de Roma com suas famílias. Conforme se reduzia o número de cidadãos capazes de pagar por seu próprio armamento e crescia a necessidade de mais tropas pelo exército, Mário, desesperado pelas derrotas na Guerra Cimbria, determinou que seria necessário recrutar inclusive os que não podiam mais pagar seu próprio equipamento, os chamados capite censi, mas estes novos soldados profissionais se mostraram leais apenas ao seu general, que lhes pagava o soldo, e não à República Romana. Ao mesmo tempo que Roma desejava organizar um exército nacional, o que se viu foi a emergência de milícias privadas leais aos ricos generais que podiam pagá-las, organizá-las e liderá-las em campanhas vitoriosas; as autoridades republicanas perderam o controle efetivo sobre elas e se limitavam a legitimar sua autoridade. Em sua ambição por glória e riquezas, estes generais expandiram as fronteiras republicanas para territórios cada vez mais distantes das terras conhecidas dos romanos, pagando seus homens com o resultado de sucessivos saques e com a venda de escravos.

##### Características do exército republicano
O recrutamento
Até a época de Mário, o exército era organizado anualmente na primavera (mês de março) e licenciado no outono. A partir de Mário, o exército tornou-se praticamente permanente, com a possibilidade da incorporação dos proletários, que se fizeram soldados profissionais.
Auxiliados pelos tribunos militares (eleitos pelos comícios tributos), os cônsules, instalados no Capitólio, procediam à incorporação (agere dilectus). O contingente necessário era obtido por sorteio. Aceitavam-se voluntários (volones). Alguns magistrados e sacerdotes, em virtude de suas funções, os doentes, os fisicamente incapazes, e os pobres (até a época de Mário) estavam isentos do serviço militar.
Um veterano prestava o juramento militar (sacramentam) e os demais repetiam: “ldem in me” (Da mesma forma para mim).
Após o juramento, seguia-se a revista (exercitam recensere) e o sacrifício (lustratio).
O armamento

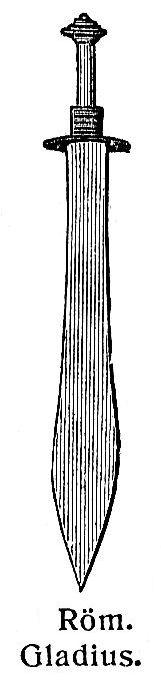
Um gládio.

O legionário romano possuía armas defensivas (arma) e ofensivas (tela). Entre as primeiras enumeremos:
- casse (cassis; elmo de bronze) e gálea (galea; capacete, a princípio de couro e, posteriormente, de metal);
- lorica (couraça de metal e couro que protegia a parte superior do corpo);
- Escudo (scutum): de madeira, revestido de pano e couro e, depois de Marco Fúrio Camilo, reforçado por uma orla metálica. Era ovalado e convexo no século III; semicilíndrico no século I Media cerca de 1,20 m de altura e 80 cm de largura. Algumas coortes de Júlio César usavam um escudo de couro chamado cetra: as coortes cetratas (cohortes cetratae). Parma era um pequeno escudo redondo usado por infantes e cavaleiros.

Entre as armas ofensivas, havia:
a) gládio: espada curta bigume usada por todos os soldados;
b) pilo: dardo de madeira com ponta de ferro;
c) hasta: lança. "A hasta era de madeira, às vezes de ferro, com ponta (cuspis) e, geralmente, na outra extremidade, uma peça metálica, também aguda (espículo), que servia para fincar a hasta no chão. Da hasta que, com telum, pode ser designação genérica de toda arma de arremesso, são variedades a lança (lancea), rojão (sparum); o jáculo ou dardo (iaculum), cujo nome se prende ao verbo iacere, atirar; a frâmea (framea), lança germânica de ferro estreito e curto, etc.
Além do armamento individual, os soldados romanos usavam, nas operações militares, diversas máquinas, entre as quais vamos citar: o aríete (aries), a torre (turris mobilis), a catapulta (catapulta), a balista (balista) que faziam parte do complexo arsenal utilizado no ataque (oppugnatio) e no assalto (expugnatio) às cidades.
O soldo
Primitivamente o serviço militar era prestado a título gratuito. Atribui-se a instituição do estipêndio (stipendium) a Camilo. César aumentou consideravelmente o soldo de seus soldados. Convém lembrar que os militares participavam da presa de guerra e eram regiamente premiados por ocasião do triunfo.
A disciplina e as recompensas
Os legionários romanos estavam enquadrados numa rigorosa disciplina em que penas e recompensas se alternavam conformes as faltas e os méritos. Entre as penas, podemos citar: a redução ou privação do soldo e da participação na presa de guerra, o açoite, dizimação, a degradação e a decapitação.
Entre as recompensas, podemos mencionar: elogios (laudes), condecorações (phalerae), braceletes (armillae), coroas (coronae) e outros distintivos. A maior recompensa que um general vitorioso podia obter era o triunfo: o chefe vencedor, com coroa de louros e em carro puxado por quatro cavalos brancos, partia do Campo de Marte para o desfile triunfal. “Precedido de magnífico cortejo, atingia pela Via Sacra o Capitólio e aí oferecia solene sacrifício de touros brancos”.
A hierarquia

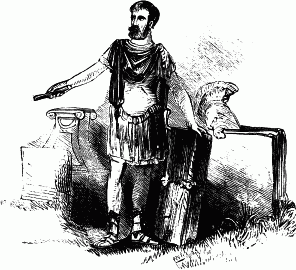
Centurião romano.

Os graus da hierarquia militar no exército republicano eram, em linhas gerais, os seguintes:
- General em chefe: cônsul ou pretor. Comandava todas as legiões do exército. Estava, em geral, acompanhado de ajudantes de campo e de uma guarda de honra;
- Tribunos militares (oficiais superiores): Cada legião possuía seis tribunos militares, cabendo a cada um o comando de dez centúrias e, por rodízio, o comando da legião;
- Centuriões (oficiais subalternos): Cada centurião comandava uma centúria. No manipulo era considerado superior (prior) o chefe da centúria direita e inferior (posterior) o chefe da centúria esquerda;
- Suboficiais: Optiones (ajudantes), signíferos (alferes), campidoctores (instrutores).  Esses oficiais, em geral, não dispunham de comando, mas dirigiam os serviços gerais. Figuravam entre os mesmos os arquitetos e os médicos militares.

Entre os soldados rasos havia uma graduação: soldados de primeira classe (immunes), isentos de certos serviços, e os de segunda classe (munifices).
Na cavalaria, cada turma era comandada por um prefeito (oficial superior) e as decúrias por decuriões (oficiais subalternos).

## O exército no período imperial

O Império Romano sob Adriano (reinou de 117 a 138) mostrando a localização das legiões romanas em 125

O exército, durante o Império Romano, tornou-se permanente (exercitas perpetuas). Embora teoricamente todos os cidadãos estivessem sujeitos ao serviço militar, praticamente o efetivo das tropas era formado quer por voluntários, quer por recrutamentos feitos nas províncias.
A partir de Vespasiano, "os italianos são raros nas legiões que se transformam em milícia provincial. A partir de Trajano, acolhem até mesmo numerosos provinciais do Oriente. A partir de Adriano, prevalece o recrutamento regional. A homogeneidade do exército é assegurada pelos quadros, sobretudo pelos centuriões, que são transferidos de legião em legião".
A legião imperial, organizada, em linhas gerais, nos moldes da reforma de Mário, era identificada pelo número, por um nome (exemplo: Galica, Augusta), e por um sobrenome (exemplo: pia, felix).
Augusto introduziu uma nova organização na cavalaria distribuindo-a em quatro corpos diferentes:
- coortes mistas  (compostas de infantes e cavaleiros);
- cavalaria legionária (120 a 300 cidadãos por legião);

- cavalaria das alas (compostas de voluntários);
- corpos de cavaleiros indígenas (não eram permanentes).

No Império, foram criados corpos de milícias locais destinadas a fins especiais. As mais famosas foram as coortes pretorianas, corpo de elite formado, a princípio, por itálicos e, mais tarde, de provinciais escolhidos. Cada coorte pretória (cohors praetoria) compreendia infantes e cavaleiros. A guarda pretoriana desempenhou, muitas vezes, papel decisivo na escolha do imperador.
A hierarquia militar sofreu alterações no Império. O imperador era o generalíssimo. Foi criado o cargo de prefeito do acampamento (praefectus castrorum) com a incumbência de administrar os acampamentos fixos situados ao longo das fronteiras. Augusto tornou a função de legado (legatus) permanente. Em cada legião havia um legado (legatus legionis), representante do imperador, oficial experimentado a quem os tribunos estavam subordinados.
Note-se que o exército permanente durante o Império teve, muitas vezes, principalmente em pleno esplendor da pax romana, que ficar inativo. Para combater a nefasta ociosidade, os soldados eram obrigados a manobras (decursiones) e a outras espécies de exercícios militares (exercitationes) como marcha, manejo de armas, prática de esportes. Fortificações, estradas e outros trabalhos de interesse público (aquedutos, anfiteatros) foram também realizados pelos soldados.
Na época do Baixo-Império acentuou-se o desinteresse do cidadão romano pela carreira militar. As tropas auxiliares adquiriram cada vez mais importância. Algumas são até mesmo elevadas à dignidade de legiões. Entre as legiões estabelecem-se distinções de acordo com o local em que estão sediadas. Assim, por exemplo, as legiões palatinas se encontram mais próximas do imperador, as riparienses situam-se nos confins do Império e as comitatenses estão alojadas no interior.
A hierarquia militar sofreu também modificações: enquanto que anteriormente o simples soldado só podia atingir a categoria de centurião, agora podia ultrapassá-la. O comando da legião passa do legado para o prefeito do acampamento que se tornou prefeito da legião (praefectus legionis). O comando supremo vai mesmo ficar ao alcance de bárbaros.

## Hierarquia militar
Por ordem decrescente de poder, estás são as posições hierárquicas do exército romano:
- O legado comandava a legião. Era normalmente um homem de ascendência aristocrática nos seus 30/35 anos;
- A posição de prefeito era normalmente ocupado por um ex-centurião, com grande experiência militar, e no auge da sua carreira. Se o legado se ausentasse ou tivesse de abandonar o comando da legião por alguma razão, era o prefeito que assumia o comando da unidade;
- O tribuno chefe era um jovem, de ascendência senatorial, que procurava aumentar o seu prestígio. Um tribuno-chefe podia tornar-se um legado;
- Cinco tribunos menores integravam o estado maior imperial, e tal como o tribuno-chefe, procuravam aumentar o seu prestigio. Em teoria, não ocupariam posições tão importantes que o tribuno-chefe na futura vida política;
- O centurião chefe comandava a primeira coorte da legião. Podia futuramente a ocupar a posição de prefeito;
- Nove centuriões maiores comandavam as outras coortes da legião;
- Cem centuriões comandavam as centúrias da legião, a sua unidade mais básica. Eram auxiliados por óptios;
- Abaixo estavam os soldados comuns. Organizavam-se em seções de oito homens dentro da centúria, e partilhavam uma tenda em tempo de campanha;
- Uma legião seria normalmente acompanhada por um contingente montado de 120 homens, dividido em quatro esquadrões, comandados por um decurião. Pensa-se que todo o contingente montado (os 120 homens) fossem comandados por um centurião, mas não se tem a certeza.

## Armas e equipamentos

### Armas de defesa
Todas as armas dos legionários romanos tiveram uma evolução ao longo da história da República Romana e do Império Romano. As armas de defesa do legionário romano eram:
- A armadura (lorica) em uma das suas variantes: enganchada (hamata), escamada (squamata), segmentada (segmentata]), musculada (musculata) eram desenhadas para serem flexíveis, mas resistentes;
- Um escudo (com particular decoração para cada unidade);
- Um bálteo (balteus) ou cíngulo militar (cingulum militaris; cinto para segurar as armas e para decoração);
- Um elmo, chamado cassis (com proteção para o pescoço e orelhas). O elmo podia ter também uma crista, somente para sob-oficiais e oficiais;
- Cáligas ou sandálias de marcha;
- Uma túnica de cor vermelha.

### Armas ofensivas
Os legionários romanos dispunham de três tipos diversos de armas ofensivas:
- O gládio: uma espada com uma lâmina longa (50–55 cm), a arma por excelência do legionário romano, levado à direita da cintura;
- O pilo, que tinha a função de, depois de lançado, fixar-se no escudo do adversário que era obrigado a privar-se dele, caso o escudo do mesmo fosse resistente; caso não fosse, o pilo atravessava o escudo do adversário, atingindo-o mortalmente;
- O púgio, punhal que era levado na cintura.